# Soha Abdallah
Pour les articles homonymes, voir Abdallah.
Soha Abdallah (en arabe : سهى عبدالله), née le 13 août 1986, est une nageuse égyptienne.

## Carrière
Soha Abdallah remporte la médaille de bronze du 50 mètres papillon aux Championnats d'Afrique de natation 2002 au Caire.
Aux Jeux africains de 2003 à Abuja, elle est médaillée d'or du 200 mètres dos et médaillée d'argent du 4 x 100 mètres nage libre, du 4 x 100 mètres quatre nages et du 4 x 200 mètres nage libre.